# Þórólfsfell
Il Þórólfsfell (pronuncia: ˈθouːrou(l)fsˌfɛtl̥) (che in lingua islandese significa: Monte di Þórólfur) è un vulcano tabulare situato nella regione del Suðurland, nella parte meridionale dell'Islanda.

## Denominazione
Nel Landnámabók, lo storico libro degli insediamenti in Islanda, viene riportato che un certo Þórólfur Asksson si insediò in quest'area e vi costruì anche una fattoria dove abitava con suo nipote. Il figlio di questo nipote, Njáll, è diventato l'eroe di una delle più famose saghe degli Islandesi, la Njáls saga.

## Descrizione
Il Þórólfsfell è un tuya, cioè un vulcano dalla cima appiattita formatosi nel corso di un'eruzione al di sotto di uno spesso strato di ghiaccio. È situato a est del villaggio di Fljótshlíð, allo sbocco della valle del Þórsmörk.

## Vulcanismo
L'origine del vulcano risale all'ultima era glaciale. La parte inferiore dell'edificio vulcanico è costituita di basalto, mentre nella parte superiore si trova la lava a cuscino, come è tipico nei vulcani tabulari basaltici.
Nel 2010, nel corso della grande eruzione dell'Eyjafjallajökull, il Þórólfsfell divenne un punto di osservazione privilegiata data la sua favorevole posizione. Le emittenti televisive e internet vi installarono videocamere per riprendere e documentare in continuo le fasi della grande eruzione.
Sul versante occidentale della montagna si trova la grotta Mögugilshellir.

## Collegamenti
C'è una pista che conduce fino ai piedi del vulcano e si collega alla pista Fjallabak syðra. Verso ovest c'è il prolungamento della strada per Fljótshlíð.